# پاچا خان زدران
پاچا خان زدران (زاده: ۱۳۲۸، ولایت پکتیا) جنگ سالار، سیاست‌مدار افغانستانی، نماینده مردم پکتیا در دوره پانزدهم مجلس نمایندگان افغانستان و والی سابق ولایت پکتیا است.

## زندگی‌نامه
پاچا خان زدران متولد ۱۳۲۸ از ولایت پکتیا افغانستان است. وی دارای تحصیلات ابتدایی است.

## دیگر فعالیت‌ها
- قومندان/فرمانده قول/سپاه اردوی پکتیا.[۱]
- والی پکتیا.[۱]
- رئیس تنظیم ولایات جنوبی افغانستان.[۱]